# Marco Barbaro
Marco Barbaro (* 20. September 1511 in Venedig; † Anfang März 1570 ebenda), genannt Il Gobbo (der Bucklige). Er war Verfasser einer Reihe genealogischer Werke, von denen jedoch zu seinen Lebzeiten keines gedruckt wurde. Die von ihm hinterlassenen Handschriften sind in zahlreiche historische Werke eingeflossen.

## Leben
Marco Barbaro gehörte zur aristokratischen Barbaro-Familie, einer der reichsten Familien in der Republik Venedig, er war ein Sohn des Marco Barbaro und der Samaritana Badoer. Vielleicht aufgrund der Tatsache, dass er als Gobbo weniger als für öffentliche Aufgaben geeignet galt, taucht er nur einmal als Amtsinhaber auf, nämlich als einer der drei Provveditori sopra gli Offici. Er heiratete Cristina Marin di Giovanni.
In seinen Werken befasste er sich insbesondere mit der Aristokratie Venedigs, die er in Famiglie nobili Venete als geschlossene Gruppe zum Ende des 13. Jahrhunderts beschrieb.
Als sein Hauptwerk gilt sein Origine e discendenza delle famiglie patrizie, das vier Bände füllte. Der erste Band befasste sich mit den nobili bis zum Tod des Dogen Sebastiano Ziani, der zweite, verlorene Band reichte bis in die Zeit des Dogen Pietro Gradenigo, genauer bis zur Serrata, der Abriegelung des Großen Rates gegen Aufsteigerfamilien. Die Bände 3 und 4 reichten bis in die Gegenwart des Verfassers, doch ist es schwer auszumachen, welche Teile aus seiner Feder stammen, und welche aus denjenigen der zahlreichen Fortsetzer seines Werkes. Auch begann er eine Chronik, die jedoch nie abgeschlossen worden ist.
Barbaro verfasste weitere Werke wie Arbori dei Patritii Veneti und Libro di Nozze, auch Libro dei matrimoni genannt. Es umfasst die Zeit von 1380 bis 1568. Die Cronaca dei Procuratori di San Marco reicht bis 1564. Mit seiner eigenen Familie befasst sich sein „Büchlein“ Libretto della famiglia da ca' Barbaro. Zudem schrieb er die Genealogie Patrizie, und auch die Genealogia della nobile famiglia Pisani geht auf ihn zurück.
Diese Schriften wurden nie gedruckt, die erhaltenen Handschriften werden in Studien zum venezianischen Adel öfters als Quellen herangezogen, sind allerdings für die Zeit vor zirka 1430 nicht verlässlich. Die Famiglie nobili venete beurteilte hingegen noch Marco Foscarini in seiner Della letteratura veneziana von 1752, aufgelegt 1854, aber auch Karl Hopf 1855, als sehr verlässlich. Giammaria Mazzuchelli vermutete, dass die beiden ersten der ihm bekannten vier Handschriften verschollen waren.
Weiterhin annotierte er den Bericht Giornale dell’assedio di Constantinopoli 1453 (deutsch: Tagebuch der Belagerung von Konstantinopel 1453) seines Verwandten Nicolò Barbaro und ergänzte zwei zusätzliche Kapitel, die die Zeit nach der Eroberung der Stadt behandelten. Diese überarbeitete Fassung erfuhr (allerdings unter dem Namen Nicolò Barbaros) große Verbreitung, wurde gedruckt und in mehrere Sprachen übersetzt.
Am 19. Dezember 1569 setzte Marco Barbaro eigenhändig sein Testament auf. In den Notarsakten wurde es unter dem 7. März 1570 aufgenommen und am 9. März des folgenden Jahres eröffnet. Sein Haus am Campo S. Andrea hinterließ er nur unter der Bedingung, dass dort immer ein Angehöriger der Barbaro zu wohnen habe, falls nicht, dürfe keine Miete erhoben werden. Seine reiche Bibliothek überließ er seinem Bruder.

## Rezeption
Roberto Cessi nannte Marco Barbaro den Vater der venezianischen Genealogen. Er ignorierte die zahllosen Legenden und Erzählungen im Umkreis der Adelsfamilien und nahm nur aus Quellen in den Archiven ermittelte Vorgänge und Verwandtschaftsverhältnisse in sein Werk auf. Dabei berücksichtigte er vor allem Quellenbestände aus der Avogaria di Comun und die Register des Großen Rates sowie des Senats. Hinzu kamen Notariatsakten, Grabinschriften und Chroniken.